# ليلاند هايوارد
ليلاند هايوارد (بالإنجليزية: Leland Hayward)‏ هو منتج أفلام وطيار ووكيل مواهب أمريكي، ولد في 13 سبتمبر 1902 في نبراسكا سيتي في الولايات المتحدة، وتوفي في 18 مارس 1971 في نيويورك في الولايات المتحدة.

## وصلات خارجية
- ليلاند هايوارد على موقع IMDb (الإنجليزية)
- ليلاند هايوارد على موقع ألو سيني (الفرنسية)
- ليلاند هايوارد على موقع أول موفي (الإنجليزية)
- ليلاند هايوارد على موقع قاعدة بيانات برودواي على الإنترنت (الإنجليزية)
- ليلاند هايوارد على موقع قاعدة بيانات الأفلام السويدية (السويدية)
- ليلاند هايوارد على موقع إن إن دي بي (الإنجليزية)
- ليلاند هايوارد على موقع ديسكوغز (الإنجليزية)
- ليلاند هايوارد على موقع قاعدة بيانات الفيلم (الإنجليزية)
- ليلاند هايوارد على موقع كينوبويسك (الروسية)